# San Miguel del Bañado
San Miguel del Bañado ist eine Ortschaft im Departamento Chuquisaca im südamerikanischen Andenstaat Bolivien.

## Lage im Nahraum
San Miguel del Bañado liegt in der Provinz Hernando Siles und ist viertgrößte Ortschaft im Cantón Monteagudo im Municipio Monteagudo. Die Ortschaft liegt auf einer Höhe von 986 m am linken, östlichen Ufer des Río El Bañado, der flussabwärts in den Río Parapetí mündet.

## Geographie
San Miguel del Bañado liegt im feuchten, subandinen Chaco Boliviens zwischen nord-südlich verlaufenden Voranden-Ketten, die hier Höhen von etwa 1500 m erreichen.
Die Jahresdurchschnittstemperatur beträgt etwa 22 °C, die monatlichen Werte schwanken zwischen 17 °C im Juni und etwa 24 °C von November bis Februar (siehe Klimadiagramm Monteagudo). Der Jahresniederschlag beträgt etwa 700 mm, in den Monaten Mai bis September herrscht im Raum Candua/Monteagudo eine ausgeprägte Trockenzeit mit Monatswerten von unter 20 mm, während die Monate Dezember und Januar durch teils heftige Regenfälle gekennzeichnet sind und Werte deutlich über 100 mm erreichen.

## Verkehrsnetz
San Miguel del Bañado liegt in einer Entfernung von 359 Straßenkilometern südöstlich von Sucre, der Hauptstadt des Departamentos.
Von Sucre aus führt die Nationalstraße Ruta 6 in südöstlicher Richtung über Tarabuco, Zudáñez, Tomina und Padilla nach Monteagudo und von dort aus weitere 42 Kilometer in südlicher Richtung nach San Miguel del Bañado und anschließend zum Río Parapetí.
Nach Nordosten hin ist San Miguel über Monteagudo mit Santa Cruz verbunden, der Hauptstadt des benachbarten Departamento Santa Cruz. Die unbefestigte Ruta 6 führt zuerst in östlicher Richtung bis zum 104 Kilometer von Monteagudo entfernten Ipatí, von dort führt die asphaltierte Ruta 9 über weitere 255 Kilometer nach Norden bis Santa Cruz.

## Bevölkerung
Die Einwohnerzahl der Ortschaft ist in dem Jahrzehnt zwischen den beiden letzten Volkszählungen um knapp ein Siebtel angestiegen:
| Jahr | Einwohner         | Quelle       |
| ---- | ----------------- | ------------ |
| 1992 | keine Detaildaten | Volkszählung |
| 2001 | 477               | Volkszählung |
| 2012 | 538               | Volkszählung |
| 2024 |                   | Volkszählung |

Die Region weist einen gewissen Anteil an Quechua-Bevölkerung auf, im Municipio Monteagudo sprechen 12,0 Prozent der Bevölkerung die Quechua.